# Hikari Mitsushima
Hikari Mitsushima (満島ひかり, Mitsushima Hikari, née le 30 novembre 1985, à Kagoshima, Japon) est une actrice japonaise. Elle débute en 1997 en tant qu'idole japonaise, membre des groupes Folder puis Folder5 en 2000. Après la séparation de ce groupe en 2003, elle commence une carrière d'actrice en 2005, apparaissant dans une vingtaine de drama et une dizaine de films. Elle se fait remarquer en 2009 pour son rôle dans le film Love Exposure de Sono Sion, pour lequel elle reçoit plusieurs récompenses.

## Filmographie

### Films
- 1997 : Rebirth of Mothra 2
- 2006 : Death Note
- 2006 : Death Note 2: The Last Name
- 2007 : Hair Extensions (Ekusute)
- 2008 : Love Exposure (愛のむきだし, Ai no mukidashi?) de Sion Sono
- 2009 : Kuhio Taisa
- 2009 : Pride (Puraido)
- 2010 : Villain (悪人, Akunin?) de Lee Sang-il : Yoshino Ishibashi
- 2010 : Kawa no soko kara konnichi wa
- 2010 : Kakera
- 2010 : Shokudo Katatsumuri
- 2011 : Hara-Kiri : Mort d'un samouraï de Takashi Miike
- 2011 : Smuggler (Sumagurā: Omae no mirai o erabe)
- 2012 : A Chorus of Angels (Kita no Kanaria-tachi)
- 2013 : The End of Summer (Natsu no Owari)

### Drama
- Ultraman Max (2005)
- Dandori Musume (2006)
- Beni no monshō (2006)
- Burokkorii (2007)
- Kaette kita jikō keisatsu (2007)
- Kamen Rider Den-O (2007)
- Kekkon sagishi (2007)
- Shakin Kanojo (2008)
- Hitomi (2008)
- MAKE THE LAST WISH (2008)
- Uramiya honpo reboot (2009)
- IRIS (2009) - (Dubbed for Kim So-yeon)
- Bloody Monday (2010)
- Tsuki no Koibito ~Moon Lovers~ (2010)
- Moteki (2010)
- Dazai Osamu tanpen shōsetsu shū 3 (2010)
- Sayonara Bokutachi no Youchien (2011)
- Ohisama (2011)
- Soredemo, Ikite yuku (2011)
- Kaitakushatachi (2012)
- Woman (2013)
- Wakamono Tachi (2014)
- Gomen ne Seisyun! (2014)